# فرودگاه اپلپسیلی
فرودگاه اپلپسیلی (به انگلیسی: Apalapsili Airport) یک فرودگاه با کد یاتا AAS است . این فرودگاه در کشور اندونزی قرار دارد .